# Christian Manna
Christian Manna (Rivoli, 28 febbraio 1975) è un pilota motociclistico italiano.

## Carriera
Per quanto riguarda le competizioni del motomondiale ha corso in classe 125 nel 1998, con una Yamaha TZ 125 del team Semprucci Biesse-Group, classificandosi al 32º posto con il punto ottenuto in occasione del GP di Germania.
Nel 1999 ha invece partecipato al campionato Europeo Velocità in classe 250 alla guida di una Aprilia ottenendo il 34º posto.

## Risultati nel motomondiale
| 1998 | Classe | Moto   |     |     |     |     |     |     |     |     |    |    |    |  |  |     |  | Punti | Pos. |
| ---- | ------ | ------ | --- | --- | --- | --- | --- | --- | --- | --- | -- | -- | -- |  |  | --- |  | ----- | ---- |
| 1998 | 125    | Yamaha | Rit | Rit | Rit | Rit | Rit | Rit | Rit | Rit | 15 | 17 | NP |  |  | Rit |  | 1     | 32º  |

| Legenda | 1º posto        | 2º posto            | 3º posto            | A punti      | Senza punti        | Grassetto – Pole position Corsivo – Giro più veloce |
| Legenda | Gara non valida | Non qual./Non part. | Ritirato/Non class. | Squalificato | '-' Dato non disp. | Grassetto – Pole position Corsivo – Giro più veloce |